# Golubizkoje
Golubizkoje (russisch Голубицкое) ist ein Dorf (derewnja) in der Oblast Kursk in Russland. Es gehört zum Rajon Kursk und zur Landgemeinde (selskoje posselenije) Ryschkowski selsowjet.

## Geographie
Der Ort liegt an der süden Grenze vom Oblastverwaltungszentrums Kursk im südwestlichen Teil der Mittelrussischen Platte, 0,5 km vom Sitz des Dorfsowjet – Ryschkowo, 88 km vor Grenze zwischen Russland und der Ukraine, am Fluss Seim (linker Nebenfluss der Desna).

### Klima
Das Klima im Ort ist wie im Rest des Rajons kalt und gemäßigt. Es gibt während des Jahres eine erhebliche Niederschlagsmenge. Dfb lautet die Klassifikation des Klimas nach Köppen und Geiger.

## Bevölkerungsentwicklung
| Jahr | Einwohner |
| ---- | --------- |
| 2002 | 339       |
| 2010 | ▼330      |

Anmerkung: Volkszählungsdaten

## Verkehr
Golubizkoje liegt an der Straße regionaler Bedeutung 38K-015 (Kursk – Sorino – Tolmatschowo) und in der Nähe der nächsten Eisenbahnhaltestelle 465 km (Eisenbahnstrecke Lgow-Kijewskij – Kursk).
Der Ort liegt 116 km vom internationalen Flughafen von Belgorod entfernt.